# Eedgenootschap
Een eedgenootschap als rechtsbegrip is een verbinding tussen gelijkwaardige kameraden die elkaar voor een bepaalde tijd of voor eeuwig een eed bij God zweren als hoogste vorm van menselijke zelfverplichting. In deze zin staat het in direct contrast met feodalisme met haar hiërarchisch-asymmetrische organisatie.

## Zwitserland
In de geschiedenis wordt met het eedgenootschap meestal het Zwitsers Eedgenootschap bedoeld:
- als benaming voor het Oude Eedgenootschap (1291-1798);
- als de benaming voor het huidige Zwitserland (sinds 1848).